# Aquaculture

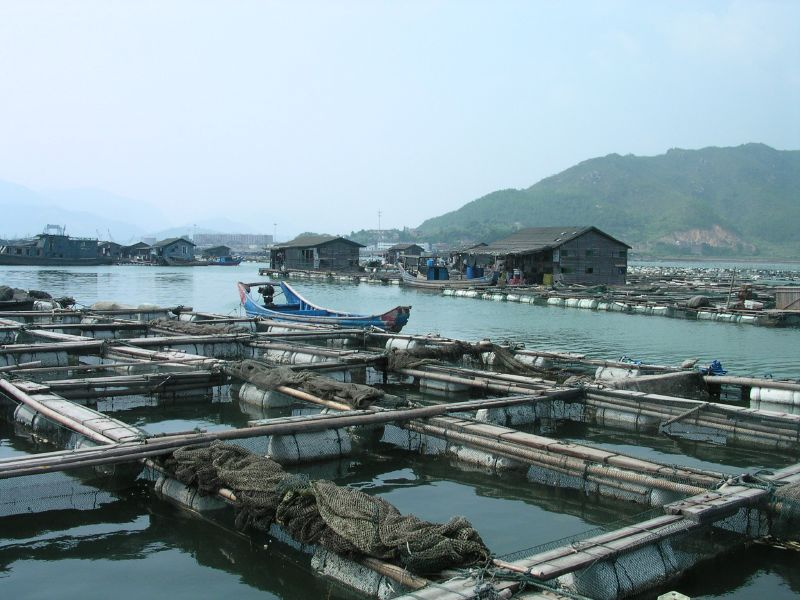
Aquaculture dans la baie de Luoyuan, Fuzhou, Chine.

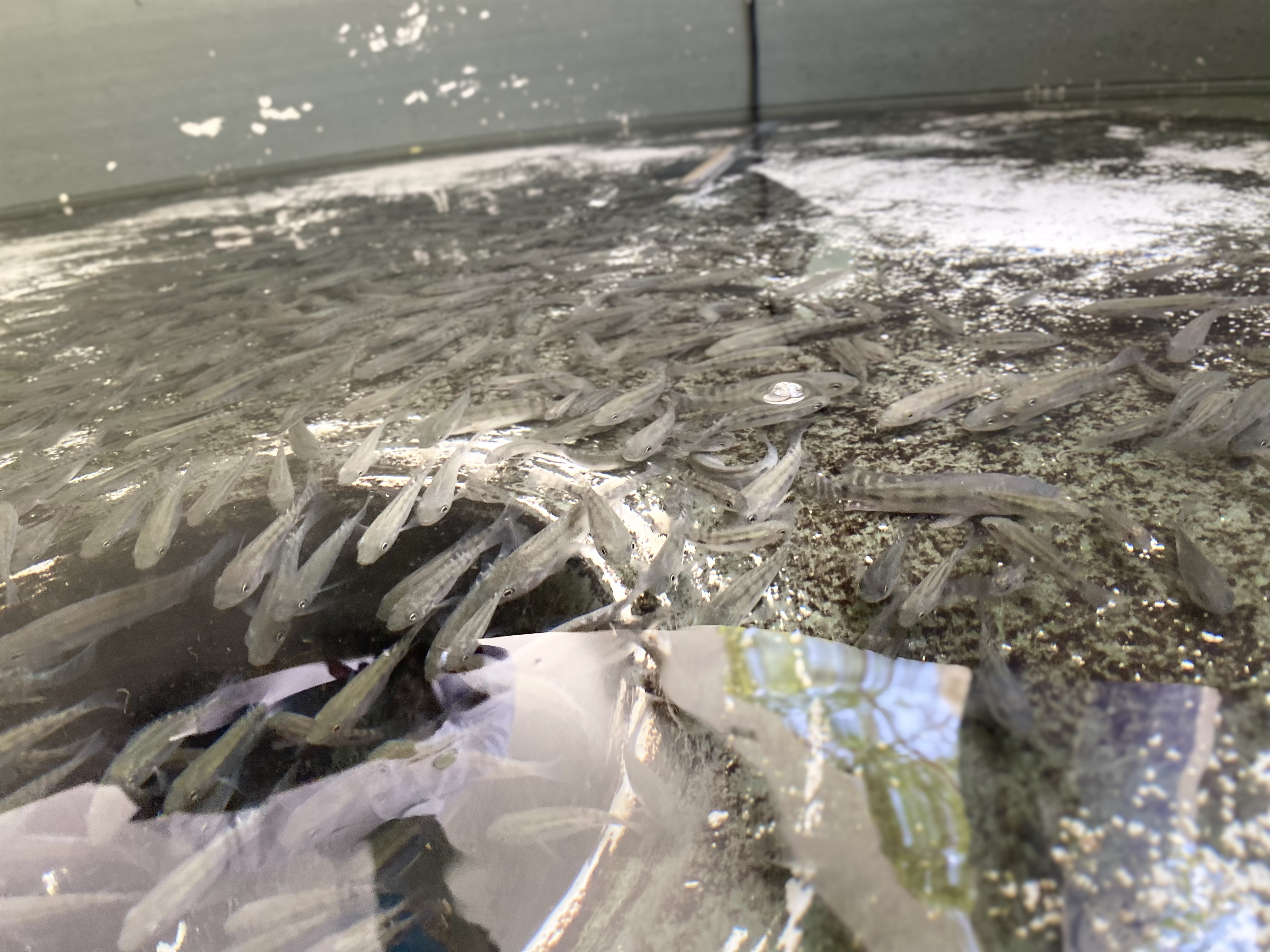
Aquaculture au Sénégal

L’aquaculture (ou halieuculture, ou aquiculture, terme en usage au début du XXe siècle et préconisé par l’Académie française) est le terme générique qui désigne toutes les activités de production animale ou végétale en milieu aquatique. L'aquaculture se pratique dans des rivières ou dans des étangs, en bord de mer. On parle dans ce cas de « cultures marines » ou mariculture).
Certains systèmes de récifs artificiels ou dispositifs attracteurs et de concentration (DCP, éventuellement associés à des élevages extensifs in situ (« sea ranching ») peuvent être assimilés à de l'aquaculture, dès lors qu'il y a offre directe en nourriture ou en support (indirectement produite à partir de remontée d'eau chargée en minéraux par exemple).
Elle concerne notamment les productions de poissons (pisciculture), de coquillages (conchyliculture), de crustacés (astaciculture et pénéiculture), de coraux (coraliculture) ou encore d'algues (algoculture).
L'aquaculture est l'une des réponses apportées à la surpêche et aux besoins croissants de poisson. En 2008, elle fournissait dans le monde 76,4 % des poissons d'eau douce, 68,2 % des poissons diadromes, 64,1 % des mollusques, 46,4 % des crustacés et 2,6 % des poissons d'eau de mer consommés par l'homme. L'aquaculture reste néanmoins dépendante de la pêche dans la mesure où 11 % de la masse des poissons sauvages pêchés dans le monde servent de nourriture aux poissons d'élevage.
Elle est parfois utilisée pour d'autres motifs que la consommation alimentaire, par exemple en Europe via de nombreuses « stations piscicoles » construites de 1850 à 1870, dans les Alpes notamment pour fournir du poisson de réempoissonnement (ou repeuplement) de rivière ou d'étangs de pêche, pour la pêche de loisir, les concours de pêche (avec des risques de pollution génétique ou de diffusion de pathogènes)… ou au Japon pour réintroduire dans l'environnement les crevettes ou des ormeaux là où ces animaux ont été surexploités ou ont disparu pour d'autres causes (pollution, etc.).    
En France, pour éviter la disparition d’espèces emblématiques, le repeuplement de l’estuaire de la Gironde par l’esturgeon ascipenser sturio, celui des Grands lacs Alpins par l’omble chevalier, la fera et le lavaret, celui de la Loire par les grands saumons sauvages ont conduit respectivement à la création des écloseries piscicultures de Saint Seurin sur l’Isle en Aquitaine, de Thonon les bains en Haute Savoie et de Chanteuges sur l’Allier.

## Histoire

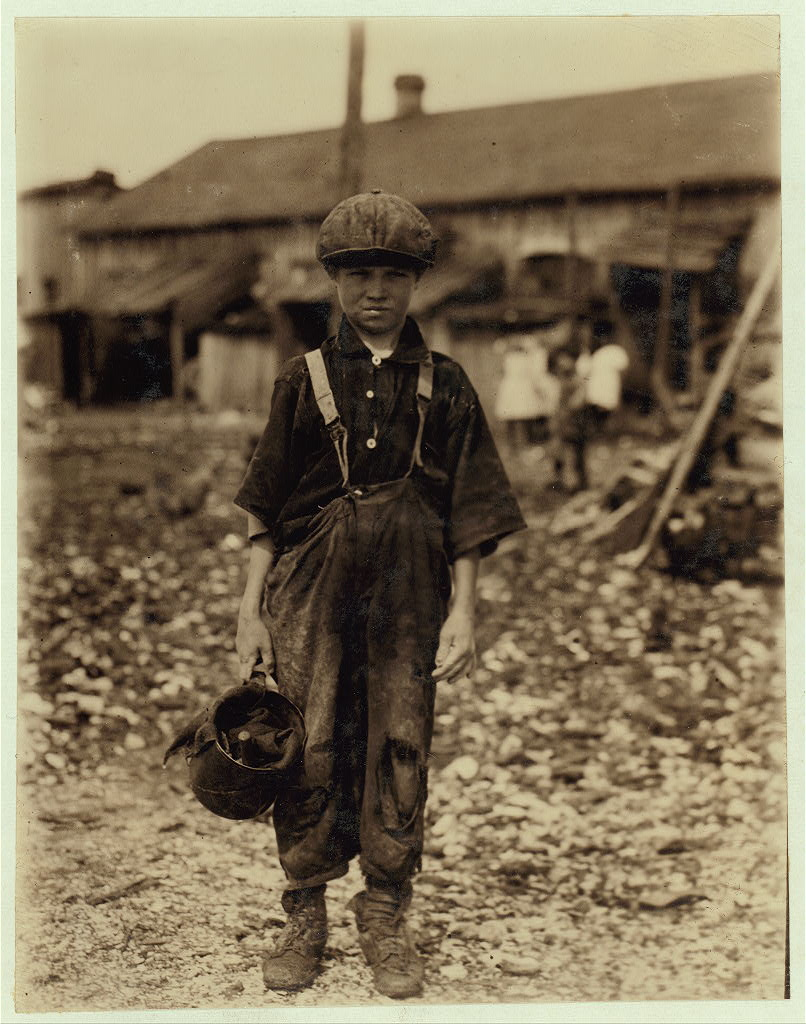
Enfant employé dans une ostréiculture en Caroline du Sud, début XXe siècle.

L'aquaculture apparaît en Égypte et en Chine au IVe millénaire av. J.-C. Elle pouvait concerner des espèces élevées pour l'alimentation[Lesquelles ?], ou pour d'autres raisons (poissons d'apparat tels que les carpes Koï, élevage alimentaires de carpes et tilapia, ou encore culture de plantes aquatiques dont l'ipomée, la châtaigne d'eau, la truffe d'eau et le lotus).
Les mandarins élevaient le carassin et ils ont créé de grandes fermes aquacoles. L'élevage et la sélection de carpes Koï a commencé il y a plus de deux mille ans.
Une aquaculture extensive existait dans toute l'Europe dès le Moyen Âge, exercée dans une multitude de mares et de réseaux d'étangs, dont certains comme dans la Dombes en France étaient périodiquement vidés et mis en culture, fournissant un complément alimentaire important aux paysans et aux moines. Au XXe siècle, la Dombe reste un lieu important de pisciculture, avec présence d'espèces sélectionnées pour avoir moins d'arêtes. Au Moyen Âge, le moine Aquarius était chargé des élevages de poissons qui servaient de nourriture, lors du Carême entre autres.
Les rivières elles-mêmes étaient localement des lieux de production, par exemple près des moulins à eau, en amont des barrages où les meuniers nourrissaient et attiraient des poissons avec leurs déchets (riches en vers de farine et autres invertébrés) dont des truites de mer.
Des viviers marins, parfois en forme de navire ou de ponton ont existé où l'on pouvait conserver ou engraisser des poissons ou crustacés (langoustes notamment). La première écloserie de truite semble dater de 1741 (créée par Stephan Ludwig Jacobi), plus d'un siècle avant l'ouverture de la première écloserie des États-Unis (1853) et du Japon (1877). La truite arc-en-ciel (supportant mieux le régime concentrationnaire des élevages industriels) est importé des É.-U. en Europe par les élevages qui la diffuseront largement de 1925 aux années 1930 avant de connaître des problèmes d'épidémies dans les élevages). La France se dote par décret d’un premier bureau de l’aquaculture en 1987.
À la fin du XXe siècle et au début du XXIe siècle, avec la reproduction artificielle (ponte induite par injection d'hormone ou hypophisation), la production aquacole augmente de façon spectaculaire, plus vite que toute autre production de denrées alimentaires, notamment pour les saumons et truites, pour les crustacés, les moules, les palourdes et les ormeaux dans les années 2000. Alors que la production aquacole mondiale représentait moins d'un million de tonnes en 1950, elle est d'environ 50 millions de tonnes en 2008,. Cette augmentation a un impact environnemental direct (ex. destruction de mangroves pour y installer des élevages de crevettes) et indirect (par la production de farines alimentaires par exemple, dont les farines de poissons, ou encore par l'usage d'antibiotiques, de traitements hormonaux ou de biocides).
Le développement de vaccins aquacoles a pu localement fortement réduire les teneurs des effluents en antibiotiques.
Des variétés de poissons génétiquement modifiés sont à l'étude, le but étant à la fois d'augmenter la productivité, mais aussi rendre financièrement possible l'aquaculture de variété populaires auprès des consommateurs et qui sont normalement non adaptées à l'aquaculture, comme le saumon AquAdvantage, développé par AquaBounty Technologies. Une controverse importante existe sur ces poissons OGM inventés en France et développés au Canada, mais non autorisés sur le marché alimentaire. Ils sont appelés « Frankenfish » (pour le personnage du roman Frankenstein ou le Prométhée moderne et fish signifiant poisson en anglais) par les groupes anti-OGM aux États-Unis. Ces associations sont préoccupées par les éventuels risques sur la santé. Elles pointent également du doigt le fait que du poisson OGM s'échappant des fermes puisse éradiquer le poisson sauvage.
L'aquaculture a contribué au développement ou à la circulation de maladies qui sont redoutées des aquaculteurs en raison des pertes qu'elles peuvent occasionner.
Elle est en France organisée autour de la Fédération Française d'Aquaculture (FFA) qui dispose d'une « Commission sanitaire », de l'UNPSA (Union Nationale Aquacole de Prévention Sanitaire) et dans certaines régions en groupements de défense sanitaire aquacole et en organisations professionnelles autour du CIPA (Comité Interprofessionnel des Produits de l'Aquaculture). Le secteur bénéficie de l'aide de vétérinaires aquacoles, pour évoluer vers une « Aquaculture durable » via l'innovation par exemple promue par le SFAMN (Syndicat Français de l'Aquaculture Marine et Nouvelle).

## Les différents types d'aquaculture

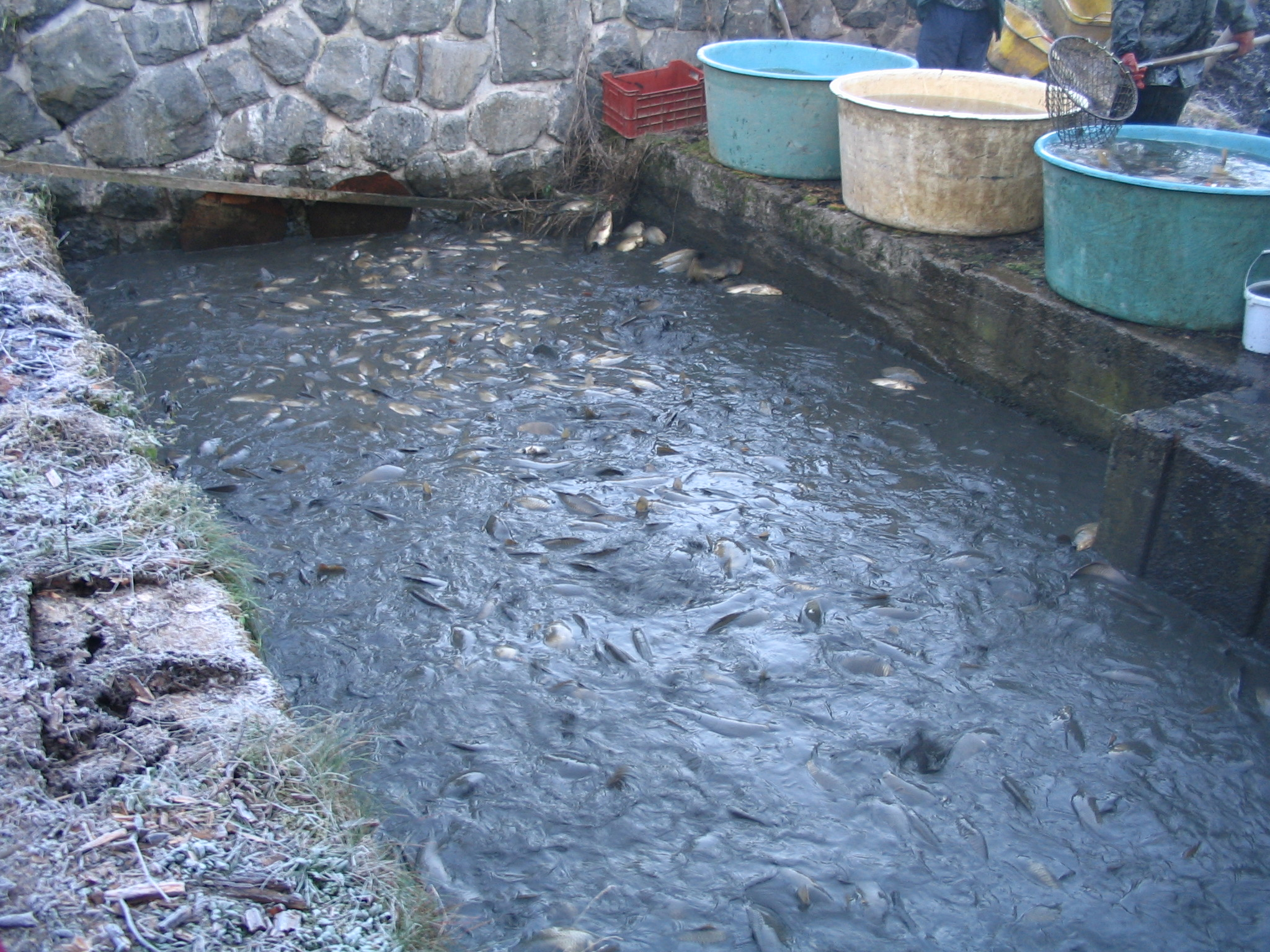
Pisciculture

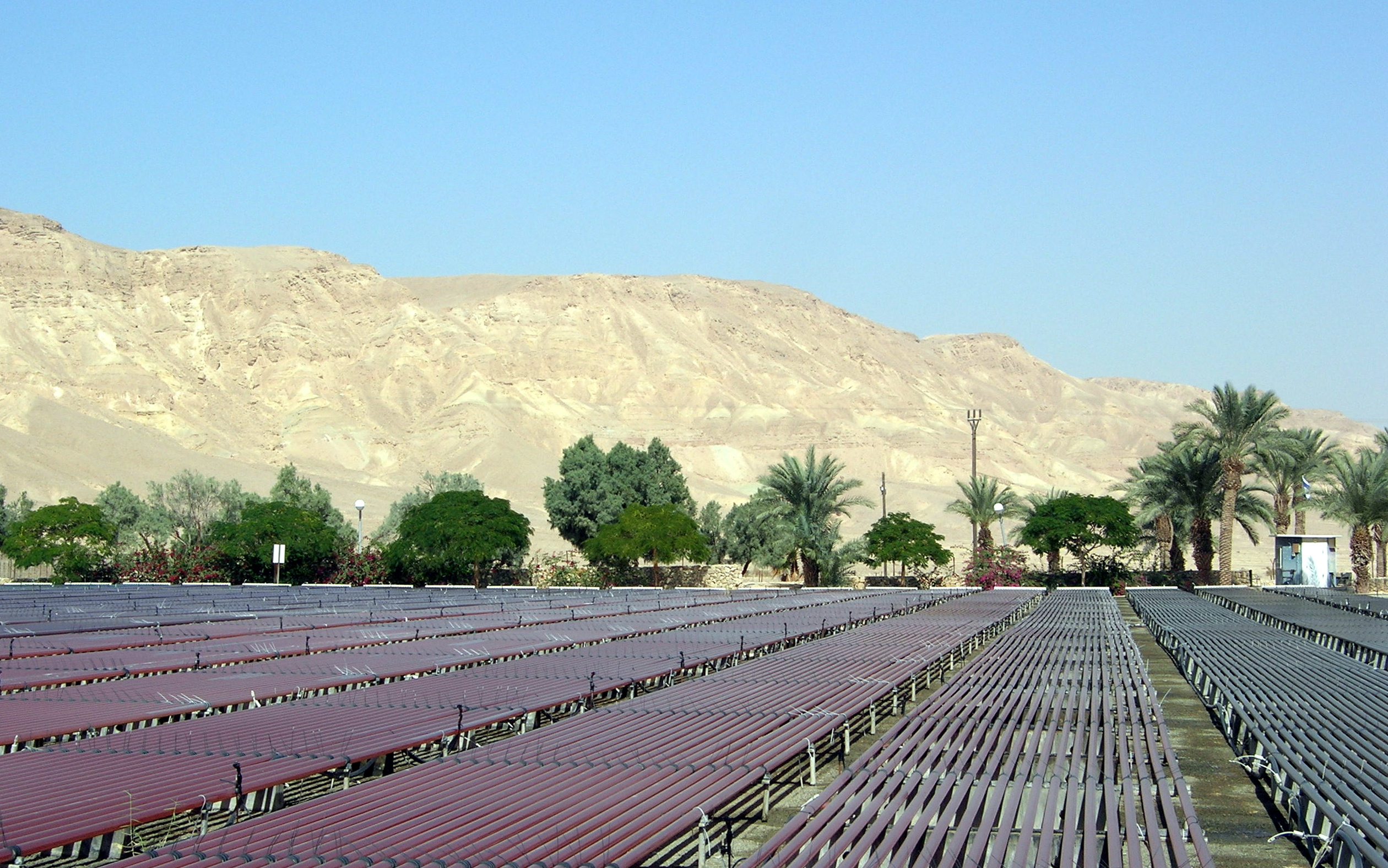
Algoculture au kibboutz Ketura dans le désert du Néguev (Israël)

- L'aquaponie, élevage aquacole recirculé associé à une culture de végétaux hors sols ;

- La pisciculture, c’est-à-dire l'élevage de poissons ;
  - La salmoniculture est l'élevage des salmonidés : truites, saumons, ombles chevalier,
  - La cypriniculture est l'élevage des cyprinidés : carpes, gardons, tanches,
  - L’acipensériculture est l’élevage des esturgeons.

- La conchyliculture, l'élevage de coquillages. Les types les plus courants de conchyliculture sont :
  - l'ostréiculture (élevage des huîtres),
  - l'halioticulture (élevage des ormeaux),
  - la mytiliculture (élevage des moules),
  - la pectiniculture (élevage de coquilles Saint-Jacques ou de pétoncles),
  - la vénériculture (élevage des palourdes),
  - la cérastoculture (élevage des coques) ;

- l'élevage de crustacés :
  - L'astaciculture est l'élevage des écrevisses,
  - La pénéiculture (élevage de crevettes de mer et de crevettes d'eau douce) est pratiquée en France,
    - les crevettes « gambas » sont élevées en grande quantité au Brésil,
    - la crevette impériale ;

- L'algoculture, c’est-à-dire la culture d'algues.
- L'aquaculture multitrophique intégrée (AMTI)

## Économie

Développement de l'aquaculture de 1950 à 2010 (source FAO).

L'aquaculture a produit 130,9 millions de tonnes d'animaux et plantes aquatiques en 2022, dont 94,4 millions de tonnes d'animaux aquatiques, alors qu'au début des années 1950, la production mondiale ne dépassait pas le million de tonnes.
La part de l'aquaculture dans la production totale d'animaux aquatiques était en 2022 de 51%, contre 36,9% en 2008, 30% en 2002, 8% en 1980 et 4% en 1970. L'Asie concentre 70% de la production en 2022. Un peu plus de la moitié (57,7 %) des fermes sont en eau douce et élèvent des cyprinidés (carpes) et des cichlidés (tilapias). Dans les élevages marins, on élève surtout des saumons, du thon, des daurades, des bars, des mollusques dont les huîtres et les moules, ainsi que des crustacés comme les crevettes. Quant à la production de plantes aquatiques, elle se monte à 13,9 millions de tonnes en 2004, principalement représentée par la laminaire japonaise (4,5 millions de tonnes), le wakamé (2,5 millions de tonnes) et le nori (1,3 million de tonnes). Les principaux pays producteurs sont la Chine (10,7 millions de tonnes), les Philippines (1,2 million de tonnes), la Corée du Sud (0,55 million de tonnes) et le Japon (0,48 million de tonnes).
Avec une croissance annuelle moyenne de 8,8 % depuis 1970, il s'agit de la plus grande expansion dans le secteur de la production alimentaire. Au cours de la même période, la pêche a progressé de 1,2 %, l'élevage terrestre de 2,8 %. Les pays qui ont enregistré la plus forte croissance annuelle moyenne, hors algoculture, entre 2000 et 2008 sont la Birmanie (27,1 %), le Viet-Nam (22,1 %), le Chili (10,1 %), l'Indonésie (10 %) et l'Égypte (9,3 %).
En 2008, l'aquaculture employait environ 10 800 000 personnes dans le monde, dont un peu moins de la moitié (5 millions) en Chine.
En 2018, selon les chiffres de L'Organisation des Nations unies pour l'alimentation et l'agriculture (FAO), 52 % des poissons et fruits de mer consommés sont issus de l'aquaculture, celle-ci ayant augmenté beaucoup plus que la pêche. 
En 2022, 94,4 millions de tonnes de poissons et animaux de mer sont issus de l'aquaculture, un chiffre en augmentation régulière alors que les chiffres de la pêche de capture restent globalement stables autour de 92 millions de tonnes. Selon les estimations de la FAO, la production aquacole mondiale a atteint le niveau sans précédent de 130,9 millions de tonnes, pour une valeur de 312,8 milliards d'USD, soit 59 % de la production halieutique et aquacole mondiale. Pour la première fois, l'aquaculture a surpassé la pêche de capture dans la production d'animaux aquatiques en atteignant 94,4 millions de tonnes, qui représentent 51 % du total mondial et le pourcentage record de 57 % de la production destinée à la consommation humaine. 
Les trois principaux exportateurs sont la Chine continentale (12 %), la Norvège (8 %) et le Vietnam (6 %).

## Qualités nutritionnelles du poisson d'élevage
Les qualités nutritionnelles du poisson d'élevage sont parfois inférieures à celles du poisson sauvage, comme c'est le cas du saumon d'élevage, qui contient souvent moins d'oméga-3 que le saumon sauvage.
Pour lutter contre la diffusion des maladies dans les fermes aquacoles à haute densité, les éleveurs utilisent médicaments et antibiotiques pouvant affecter la santé des consommateurs. Du vert malachite, un composé chimique potentiellement cancérogène utilisé pour traiter les parasites, est régulièrement retrouvé dans le poisson d'élevage d'origine chinoise malgré son interdiction en 2002.

## Impact environnemental

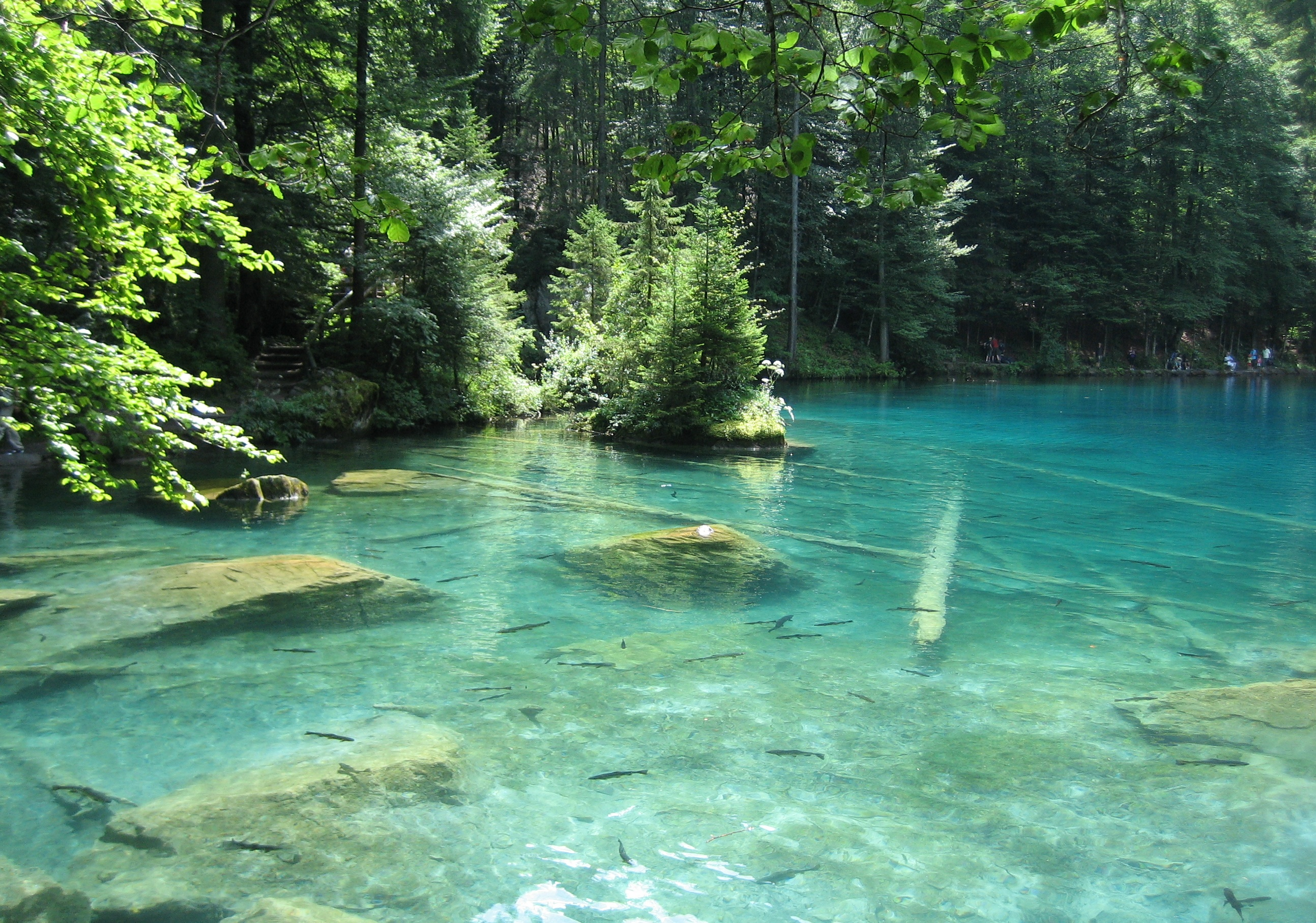
Élevage biologique de truites dans le Blausee (Canton de Berne).

L'aquaculture présente des avantages et inconvénients par rapport à d'autres types d'élevage : un des avantages est que le poisson d'étang ne dépense pas de calorie pour se réchauffer et peu pour se déplacer. Ainsi, 1 mégacalorie sous forme d'aliment ingéré permet de produire 20 g de protéine de poisson, contre 10 pour le poulet, 6 pour le porc et 2 pour les bovins.
Les fermes aquacoles classiques (intensives) s'implantent au détriment de l'écosystème côtier, en particulier des mangroves dans la zone tropicale, comme c'est le cas des élevages de crevettes en Thaïlande.
Des poissons s'échappent fréquemment de cages ou d'élevages, représentant une menace lorsqu'il s'agit d'espèces exogènes, de poissons malades ou parasités, ou une source de pollution génétique lorsque ce sont des souches OGM ou sélectionnées (ex carpes très grosses et sans arêtes obtenues par sélection sur plusieurs générations et pour certaines importées de Tchécoslovaquie en France dans les années 1930).
L'usage massif de médicaments est source de pollution des eaux côtières et présente un risque pour les poissons sauvages environnants, de même que les rejets de déchets issus de l'élevage intensif.
Un kilogramme de poisson d'élevage nécessite la capture de trois (truite portion) à sept (très gros bars) kilogrammes de poissons sauvages (capelans, anchois) pour leur alimentation, moins pour des poissons comme les silures, qui valorisent très bien les protéines végétales et l'amidon. À l'état sauvage, on estime qu'il faut dix kilogrammes de « poisson fourrage » pour produire un kilogramme de poisson carnassier (le poisson sauvage dépense beaucoup plus d'énergie pour échapper à ses prédateurs et pour se nourrir dans la nature que dans une ferme), l'essentiel de la consommation des pays occidentaux. Un élevage respectueux de l'environnement se concentrera sur les poissons herbivores, ou élèvera lui-même les poissons destinés au « fourrage » afin de ne pas détourner les ressources des prédateurs sauvages. Néanmoins, il est difficile de ne pas introduire dans la chaîne alimentaire des poissons contaminés par divers métaux ou polluants organiques, d'autant plus que les poissons piscivores sont âgés ou en tête de réseau trophique, avec notamment des problèmes avec le mercure.
Une alternative véritablement durable à l'aquaculture conventionnelle est testée actuellement par l'IRD (Institut de recherche pour le développement). Elle vise à nourrir les poissons d'élevage par des larves d'insectes (Black soldier Fly, Hermetia illucens) elles-mêmes nourries par des déchets agricoles. En Indonésie, il faudrait 180 tonnes de tourteaux d'huile de palme pour produire 60 tonnes d'insectes (ainsi que du compost agricole) puis 25 tonnes de poissons. Ce procédé pourrait être facilement adapté à d'autres climats ainsi qu'à d'autres cultures moins controversées que l'huile de palme.
Le centre Songhaï, au Bénin, a mis en place une filière de valorisation des sous-produits agricoles pour la production des asticots de mouches domestiques à grande échelle et leur utilisation dans l’alimentation animale (nombreux poissons d'eau douce mais aussi cailleteaux, dindonneaux…).
Comparativement à l'élevage d'animaux terrestres, l'aquaculture présente l'avantage de nécessiter moins de nourriture, et donc d'avoir un impact environnemental inférieur. En effet, les poissons étant des animaux à sang froid et vivant dans l'eau, ils utilisent moins d'énergie pour garder leur corps à température ou pour constituer une ossature. Par exemple, la carpe convertit 30 % de ses protéines alimentaires en protéines de son organisme, alors que la volaille n'en transforme que 25 %, le cochon 13 % et le bœuf 5 %.
Dans le cas de l'algoculture, elle présente l'avantage de ne pas être en compétition avec les terres arables terrestres. On retrouve notammemt cet argument en faveur de l'algocarburant dans le débat sur l'efficacité des différentes générations de biocarburant.

### Aquaculture et changement climatique
Contrairement aux élevages d'animaux terrestres, l'élevage de poisson ne rejette pas de méthane[réf. souhaitée]. De plus, l'algoculture participe au captage du CO2 atmosphérique.[réf. souhaitée]
La montée des océans provoquée par le réchauffement climatique pourrait affecter l'aquaculture[réf. souhaitée] car de nombreuses fermes sont situées dans les régions côtières.

## Législation européenne
Après de premiers textes visant principalement l’élevage du saumon, des truites, des huîtres, la Directive européenne 2006/88/CE du Conseil du 24 octobre 2006 [PDF] précise :
1. Les conditions de police sanitaire applicables à tous les animaux et produits d’aquaculture ;
2. Les mesures à prendre pour prévenir et lutter contre certaines maladies des animaux aquatiques.

Cette directive, sans préjuger de règles plus strictes sur l’introduction d’espèces non indigènes couvre aussi les environnements susceptibles d’avoir une incidence sur le statut sanitaire des animaux issus d'aquaculture. Elle peut aussi concerner les animaux aquatiques sauvages s'ils peuvent, via l'environnement, altérer le statut sanitaire de la production aquacole ou pour des raisons de conformité à d'autres textes :
- européens (Directive 92/43/CEE du Conseil du 21 mai 1992 par exemple) ;
- internationaux (Convention sur le commerce international des espèces de faune et de flore sauvages menacées d’extinction dite CITES).

Pour limiter les risques sanitaires et d'apparition d'espèces invasives qui croissent avec le développement des aquacultures intensives, cette directive, qui pose les bases d'une « surveillance de la santé animale fondée sur le risque », impose la traçabilité, et donc l'enregistrement des mouvements des animaux d’aquaculture, le cas échéant avec un système de certification de la santé animale.
En Europe, l'élevage aquacole d'espèces exotiques ou « localement absentes » fait l'objet d'une réglementation qui le rend possible, pour des raisons de biosécurité dans des « installations aquacoles fermées », en toute transparence avec une liste d'établissement publiée et mise à jour périodiquement sur un site internet dédié. Tout transfert d'espèce d'une installation aquacole fermée vers une installation aquacole ouverte sont considérés être des mouvements ordinaires ou exceptionnels et peuvent nécessiter contrôle ou autorisation.

### Installations aquacoles fermées
Elles sont nécessaires pour l'élevage des espèces exotiques, et sont en Europe précisément définies, comme « installations situées à terre » où :
1. « l’aquaculture est pratiquée dans un milieu aquatique impliquant une recirculation de l’eau » ; et
2. « les rejets n'ont aucune connexion quelle qu’elle soit avec des eaux libres avant tamisage et filtrage ou percolation et traitement pour empêcher la libération de déchets solides dans le milieu aquatique et toute fuite hors de l’installation d’espèces d’élevage et d’espèces non visées susceptibles de survivre et, ultérieurement, de se reproduire » ;

… et qui :
1. « empêche des pertes d’individus d’élevage ou d’espèces non visées et d’autre matériel biologique, y compris d’éléments pathogènes, dues à des facteurs tels que les prédateurs (par exemple, les oiseaux) et les inondations (par exemple, l’installation doit être située à une distance de sécurité des eaux libres après avoir fait l’objet d’une évaluation appropriée réalisée par les autorités compétentes) » ;
2. « empêche, par des moyens raisonnables les pertes d’individus d’élevage ou d’espèces non visées et d’autre matériel biologique, y compris d’éléments pathogènes, dues au vol et au vandalisme, etc. » ;
3. « assure l’élimination appropriée des organismes morts ».

## L'Aquaculture en France
La France a une tradition ancienne (plus de 1000 ans) de pisciculture extensive en étangs (Limousin, Dombes et nombreux viviers créé par les moines, et utilisation extensive des retenues de moulins dont les vers de farine et déchets de meunerie alimentaient les truites et d'autres poissons ainsi sédentarisés). Au début du XXe siècle (statistiques 2002, publiées en 2003), environ 6 000 exploitants d'étangs déclarés, surtout localisés en Région Centre et Rhône-Alpes et Lorraine, ont livré 12 000 tonnes (6 790 pour le repeuplement et 2 570 pour la consommation) de carpe, gardon, brochet et tanche, pour un chiffre d'affaires d'environ 16 millions d'euros. 80 % de la production part à la consommation directe, 12 % servent aux rempoissonnements pour la pêche de loisir et 8 % pour le repeuplement des rivières.
La salmoniculture en rivière puis la pisciculture marine sont plus récentes. 60 000 tonnes de poissons étaient produites par an au début des années 2000 (en 2002), pour environ 222 millions d'euros de chiffres d'affaires. salmoniculture (133,8 millions de chiffres d'affaires) a permis de produire environ 41 000 tonnes de truites arc-en-ciel (Bretagne et Aquitaine surtout). 52 producteurs en mer ont livré 5 800 tonnes, 3 000 tonnes de bar, 1 200 tonnes de dorade royale et 910 tonnes de turbot.
La conchyliculture (huîtres, moules et coquillages) s'est fortement développée sur la façade atlantique.
Les conchyliculteurs ont produit 90 300 tonnes d'huîtres, 4 100 tonnes d'autres coquillages, produites par 52 600 concessions sur le domaine public sur 18 100 hectares et 1 570 km de littoral.
Pour l'année 2014, l'INSEE précise que la France est le deuxième producteur en aquaculture de l'Union européenne derrière l'Espagne, à égalité avec le Royaume-Uni, avec un peu plus de 200 000 tonnes. La conchyliculture est le secteur prédominant avec 155 000 tonnes d'une valeur de 535 millions d'euros, essentiellement des huîtres (1er producteur de l'UE) et des moules. Elle compte 2 800 entreprises et 16 300 emplois. La pisciculture continentale produit 40 000 tonnes et la pisciculture marine 5 000 tonnes. Le secteur piscicole représente un chiffre d'affaires de 168 millions d'euros et 2 300 emplois.
Dans les années 1980, on a modélisé les rejets de salmonicultures d'eau douce,, confirmant que les piscicultures étaient une source d'eutrophisation des cours d'eau, ou de colmatage des fonds à leur aval. Poussés par le Bureau Aquaculture ,  les DIREN et Agences de l'eau, les groupements de pisciculteurs ont mis en place des programmes de maîtrise des rejets des établissements piscicoles. Les groupements de défense sanitaire aquacoles cherchent des solutions aux risques sanitaires et localement recensent les « points-noirs » de pollution piscicoles, dans les Landes par exemple et en Gironde).
Depuis 1997, les réflexions sur la réglementation de la pisciculture marine se traduisent en propositions et l'aquaculture en eau douce est soumise à écotaxe sur la pollution de l'eau, mais en contrepartie bénéficie (pour les exploitants s'équipant en système de traitement/épuration des rejets) d'aides financières ou primes pour épuration en déduction du montant de la redevance. La redevance est calculée selon le tonnage d'aliments, son « énergie digestible », et la pollution estimée pour les matières en suspension, l'Azote réduit et le phosphore.
Des statistiques mondiales de l'aquaculture sont mises à disposition par l'Ifremer, et des stratégies d'innovation développées, incluant des projets de domestication de nouvelles espèces de poisson d'eau douce en France, étudiés par l'INRA.
L'aquaculture en rivière et étangs doit aussi s'inscrire dans les SAGE (Schémas d'aménagement et de gestion des eaux) et être compatible avec la Trame bleue qui depuis les Lois Grenelle 1 et Grenelle 2 déclinent la trame verte et bleue nationale sur les cours d'eau.
On appelle en France « Poissons fourrages » les poissons « destinés intégralement à l'alimentation d'autres espèces aquacoles ».

### Aquaculture extensive ouverte
Cette forme d'élevage en mer (Sea ranching ou marine-ranching) souvent proposée ou réalisée autour d'un dispositif d'attraction physique ou utilisant par exemple le son (par conditionnement, de poissons attirés par un son qu'ils ont peu à peu appris à associer à une distribution de nourriture) se développe. Certains envisagent même sur ce principe des « machines à pêcher automatiques » (également au moyen d'un dispositif acoustique). Dans ces cas, le conditionnement doit être entretenu dans le temps, ou « périodiquement renforcé ») (par exemple le saint-pierre (Sarotherodon galilaeus) ne mémorise pas le son comme associé à la nourriture plus de 6 mois. Un « parfum » peut également être utilisé, mais avec le risque d'effets environnementaux imprévus.
Ce pourrait être une alternative moins coûteuse et moins polluante que les piscicultures en mer telles qu'elles existent aujourd'hui, qui concentrent le poisson en cages. Le Japon envisage de l'utiliser pour assurer son autonomie alimentaire en produits de la mer,. Il peut être adapté à la culture d'algues ou d'éponges dont certains métabolites (stéroïdes, latrunculine, produites par les Latrunculiidae) peuvent présenter un intérêt commercial. Une structure de type récif artificiel ou micro-habitat protégeant les juvéniles ou les pontes peut aussi être associée.
Dans le même esprit, Jacques Rougerie propose d'utiliser son île artificielle habitable (« Sea orbiter ») comme une ferme marine itinérante utilisant comme moyen de fertilisation un système qu'il nomme « FENES » (« fertilisation par enrichissement naturel des eaux océaniques de surface, couplé avec une PAC (pompe à chaleur) et / ou une pico-centrale électrique fonctionnant par ETM (énergie thermique des mers) ».
Une des difficultés est de faire en sorte que des poissons ou mammifères prédateurs ne repèrent eux-mêmes le stimulus de « conditionnement », mais même s'ils le font, leurs « proies » conservent toutes leur capacité à les fuir (de même qu'en présence de méduses envahissantes). La présence de quelques prédateurs étant alors même un gage d'élimination des proies blessées, malades, etc. et de meilleure santé et qualité du produit ainsi élevé. Une labellisation « bio » serait également plus facile à obtenir.

## Aquaculture labellisée «biologique»
- Bien que devant encore faire face à de nombreux défis, l'aquaculture « biologique » croît rapidement[56], même si elle est encore de 2000 à 2010 une très petite niche dans le marché aquacole lui-même en très forte croissance (moins de 0,1 % de l'aquaculture mondiale était certifiée « biologique » en 2005[57]), mais la demande et l'offre se développent dans de nombreux pays, de même que le contenus des labels, sous l'égide notamment d'un groupe de travail de l'IFOAM dévolu à l'aquaculture et à la pêche[58].

L'aquaculture « biologique » concerne pour le moment quelque espèces de poissons, quelques crustacés et de petites productions de mollusques (animaux filtreurs ou brouteurs), mais une réflexion est en cours pour élargir le nombre de mollusques / coquillages d'élevage pouvant être labellisés, sachant que « Les produits de la chasse et de la pêche d’espèces sauvages ne sont pas considérés comme relevant du mode de production « biologique » »).